# الجواولة (ولاد رحمون)
الجواولة هي إحدى مشيخات المملكة المغربية، تتبع جغرافيا لإقليم الجديدة وإداريًا لولاد رحمون. يقدر عدد سكانها بـ 4408 نسمة حسب الإحصاء الرسمي للسكان والسكنى لسنة 2004.